# Ovansjö-Järbo pastorat
Ovansjö-Järbo pastorat är ett pastorat i Gästriklands kontrakt i Uppsala stift.
Det bildades 2000 av pastoraten för Ovansjö och Järbo och omfattar de två församlingarna.
Pastoratskod är 011113